# کنزی ویر
کنزی ویر (انگلیسی: Kenzie Weir؛ زادهٔ ۱۴ ژانویهٔ ۲۰۰۴) بازیکن فوتبال اهل بریتانیا است.
از باشگاه‌هایی که در آن بازی کرده‌است می‌توان به باشگاه فوتبال زنان اورتون اشاره کرد.
وی همچنین در تیم ملی فوتبال زیر ۱۹ سال اسکاتلند بازی کرده‌است.

## زندگی شخصی
وی فرزند دیوید ویر بازیکن سابق تیم ملی فوتبال اسکاتلند است. جنسن ویر، برادر او نیز بازیکن حرفه‌ای فوتبال است.